# Clayton (Iowa)
Clayton es una ciudad situada en el condado de Clayton, en el estado de Iowa, Estados Unidos. Según el censo de 2010 tenía una población de 43 habitantes.

## Geografía
Según la Oficina del Censo de los Estados Unidos, la localidad tiene un área total de 1,28 km², la totalidad de los cuales 1,28 km² corresponden a tierra firme.

## Demografía
Según el censo de 2010, había 43 personas residiendo en la localidad. La densidad de población era de 33,59 hab./km². Había 84 viviendas con una densidad media de 65,63 viviendas/km². El 100% de los habitantes eran blancos.